# Aquiles Regazzoli
Aquiles José Regazzoli (Santa Rosa, ca. 1908 - Santa Rosa, 21 de septiembre de 1987) fue un deportista, policía y político argentino, que ejerció como gobernador de la provincia de La Pampa entre 1973 y 1976.

## Biografía
En sus años juveniles practicó fútbol y en 1927 llegó a ser arquero del club All Boys de Santa Rosa. Desarrolló una extensa carrera en la Policía de los Territorios Nacionales de la cual se retiró con el grado de inspector general.
Se casó con Zelmira Sansinena y tuvieron tres hijos; Mireya ("Miyi"), José ("Yuyo") y Cristina, la menor. Vivió en su tradicional domicilio de calle Mansilla 445 de Santa Rosa, y sus vecinos lo recuerdan como un hombre sencillo y servicial.
Se sintió identificado con el peronismo desde su surgimiento en la década del '40. Derrocado el gobierno de Juan Perón fue uno de los líderes del alzamiento cívico-militar del 9 de junio de 1956 en La Pampa -junto al capitán Adolfo Philippeaux y al Dr. Nores Martínez-, movimiento que tenía como objetivo la recuperación del Estado de derecho. Entonces estuvo preso en la Colonia Penal U4 y corrió el riesgo de ser fusilado como lo fueron otros detenidos en Lanús, Campo de Mayo, y los basurales de José León Suárez.
Al salir de la cárcel, y como medio de vida, manejaba un camión con el que recolectaba leña para su venta. Nada de esto representó un obstáculo para seguir adelante con su militancia, y por su actividad política cayó preso en varias ocasiones más. En los años '60 se desempeñó como capataz en la obra de construcción de la actual Casa de Gobierno.
Junto a otros dirigentes fue elegido para acompañar al general Perón en su regreso el 17 de noviembre de 1972. Al año siguiente fue candidato a gobernador por el PJ que integraba el Frente Justicialista de Liberación. Asumió el 25 de mayo de 1973 y brindó un histórico mensaje al pueblo pampeano. Fue leal al general Perón, y contó con el apoyo de la Juventud Peronista cuando su gobierno sufrió el cuestionamiento de sectores internos. Contó con la confianza que le brindaban la mayoría de los pampeanos que lo sabían una persona de bien, y también con el respaldo de los trabajadores que se movilizaron en su defensa y la del orden constitucional en esos tiempos convulsionados. Bajo su gobierno, en la Residencia se desarrollaron las colonias de vacaciones para los niños de los barrios de Santa Rosa y del interior de la provincia.
En marzo de 1974 se produjo un acuartelamiento masivo de la policía provincial por reclamos salariales, que se resolvió pacíficamente pero que se interpretó como un intento de derribar su gobierno. Sectores internos dentro del peronismo atacaban a Regazzoli, a quien acusaban de izquierdista; entre sus detractores se encontraba el mismo vicegobernador Rubén Marín. El jefe del regimiento ubicado en Santa Rosa era el después general Ramón Camps, que sería uno de los más destacados criminales de lesa humanidad durante la dictadura militar iniciada que se iniciaría en 1976.
Tras el golpe cívico-militar, el 24 de marzo de 1976, dio instrucciones para retirar las llaves del Instituto de Vivienda (ya con guardia militar) y entregar las casas a sus legítimos adjudicatarios que vivían en el entonces barrio El Salitral, a las orillas de la laguna Don Tomás. Fue su último gesto de gobernante.
En 1982 creó la Línea Perón-Evita, luego Lista Blanca, y cuando después de la dictadura abrimos por primera vez la sede del PJ en la calle Yrigoyen, con una charla que brindó Germán Abdala, estuvo allí presente. Pasadas las internas, en 1983 no fue candidato a ningún cargo electivo. En esa campaña la militancia de la Lista Blanca y Don José abrieron las puertas de los peronistas y vecinos de Santa Rosa para que Rubén Marín, candidato a gobernador por el PJ, resultara electo. En 1987, cuando el candidato a gobernador fue Néstor Ahuad, nuevamente hizo campaña por el PJ en los barrios de Santa Rosa.
Días después, el 21 de septiembre de 1987, fallecía Don José Regazzoli.
Fue el padre de la diputada María Cristina Regazzoli.